# Bird Rock
Bird Rock är en ö i Australien. Den ligger i delstaten Tasmanien, i den sydöstra delen av landet, omkring 230 kilometer norr om delstatshuvudstaden Hobart.
Genomsnittlig årsnederbörd är 762 millimeter. Den regnigaste månaden är juli, med i genomsnitt 84 mm nederbörd, och den torraste är januari, med 28 mm nederbörd.